# Дискографія Бонні Тайлер
Дискографія валлійської співачки Бонні Тайлер складається з 16 студійних альбомів, 2 концертних альбомів, 4 міні-альбомів, 79 синглів і неповної, але значної кількості збірників.
Після підписання контракту з RCA Records, перший сингл Тайлер «My! My! Honeycomb» вийшов у 1976 році. Першим синглом Тайлер, що досяг Топ-10 у Великій Британії, став «Lost in France». Найуспішнішим синглом співачки з RCA Records був «It's a Heartache», який став її першим хітом в Америці. Продажі пісні перевищили 6 мільйонів.
Тайлер випустила чотири альбоми з RCA Records, у той час як вони потрапили до чартів континентальної Європі, до випуску «Faster Than the Speed of Night» (1983), альбоми Тайлер взагалі не потрапили до UK Albums Chart. Вона потрапила у Книгу світових рекордів Гіннесса за те, що стала першою британкою, яка дебютувала посівши перше місце в UK Albums Chart. Альбом «Faster Than the Speed of Night»  містив найбільший хіт Тайлер «Total Eclipse of the Heart», який посів першу позицію у кількох країнах, включаючи Велику Британію і США. Сингл Тайлер «Holding Out For A Hero» також став великим хітом по обидві сторони Атлантики, ставши саундтреком до фільму «Вільні».
У 1990-х Тайлер продовжувала мати комерційний успіх в Європі. Вона випустила три альбоми з Hansa Records — «Bitterblue» (1991), який отримав чотири платинові сертифікації в Норвегії, «Angel Heart» (1992) і «Silhouette In Red» (1993). Потім вона підписала контракт з East West Records і випустила два альбоми. Альбом «Free Spirit» (1995) став її першим британським і американським релізом з 1980-х. Її наступний альбом «All in One Voice» (1998) не потрапив до чартів у жодній країні світу. Двомовний дует Тайлер з Карін Антонн «Si demain... (Turn Around)» 2003 року, став хітом «номер один» у Франції.

## Альбоми

### Студійні альбоми
| The World Starts Tonight                                                       | - Реліз: лютий 1977 - Лейбл: RCA - Формати: LP                                   | —  | —  | —  | —   | —  | —  | 2  | —  | —   | |
| Natural Force                                                                  | - Реліз: травень 1978 - Лейбл: RCA - Формати: LP                                 | —  | 60 | —  | 23  | —  | 3  | 2  | —  | 16  | - RIAA: Золото - IFPI: Золото                                                                                    |
| Diamond Cut                                                                    | - Реліз: лютий 1979 - Лейбл: RCA - Формати: LP                                   | —  | 95 | —  | —   | —  | 14 | 14 | —  | 145 | |
| Goodbye to the Island                                                          | - Реліз: січень 1981 - Лейбл: RCA - Формати: LP                                  | —  | —  | —  | —   | —  | 38 | —  | —  | —   | |
| Faster Than the Speed of Night                                                 | - Реліз: 8 квітня 1983 - Лейбл: Columbia - Формати: LP                           | 1  | 3  | —  | 12  | 20 | 1  | 3  | 19 | 4   | - MC: 2×Платина - RIAA: Платина - ARIA: Платина - SNEP: Золото - BPI: Срібло                                     |
| Secret Dreams and Forbidden Fire                                               | - Реліз: 3 травня 1986 - Лейбл: Columbia - Формати: LP                           | 24 | —  | 23 | 15  | 24 | 1  | 6  | 3  | 106 | - SNEP: Золото                                                                                                   |
| Hide Your Heart                                                                | - Реліз: 9 травня 1988 - Лейбл: Columbia - Формати: LP                           | 78 | —  | —  | —   | 64 | 2  | 24 | 13 | —   | |
| Bitterblue                                                                     | - Реліз: 11 листопада 1991 - Лейбл: Hansa - Формати: CD, LP                      | —  | —  | 1  | —   | 22 | 1  | 22 | 21 | —   | - IFPI Норвегія: 4×Платина - IFPI Австрія: Платина - IFPI Швеція: Золото - IFPI Швейцарія: Золото - BVMI: Золото |
| Angel Heart                                                                    | - Реліз: 5 жовтня 1992 - Лейбл: Hansa - Формати: CD, LP                          | —  | —  | 9  | —   | 28 | 4  | 30 | 14 | —   | - IFPI Норвегія: Платина - IFPI Австрія: Золото - Швейцарія: Золото - Німеччина: Золото                          |
| Silhouette in Red                                                              | - Реліз: 18 жовтня 1993 - Лейбл: Hansa - Формати: CD, LP                         | —  | —  | 25 | —   | 28 | 6  | 40 | 23 | —   | - IFPI Норвегія: Платина                                                                                         |
| Free Spirit                                                                    | - Реліз: 1995 - Лейбл: EastWest - Формати: CD, LP                                | —  | —  | 43 | —   | —  | 22 | —  | 39 | —   | |
| All in One Voice                                                               | - Реліз: 1998 - Лейбл: EastWest - Формати: CD, LP                                | —  | —  | —  | —   | —  | —  | —  | —  | —   | |
| Heart Strings                                                                  | - Реліз: 18 березня 2003 - Лейбл: CMC - Формати: CD, цифрове завантаження        | —  | —  | 32 | 75  | 41 | —  | —  | —  | —   | |
| Simply Believe                                                                 | - Реліз: 13 квітня 2004 - Лейбл: Sony - Формати: CD, цифрове завантаження        | —  | —  | —  | 18  | —  | —  | 35 | —  | —   | |
| Wings                                                                          | - Реліз: 14 травня 2005 - Лейбл: Stick Music - Формати: CD, цифрове завантаження | —  | —  | —  | 133 | —  | —  | —  | —  | —   | |
| Rocks and Honey                                                                | - Реліз: 8 березня 2013 - Лейбл: ZYX Music - Формати: CD, цифрове завантаження   | 52 | —  | —  | —   | 59 | —  | —  | 59 | —   | |
| Between the Earth and the Stars                                                | - Реліз: 15 березня 2019 - Лейбл: earMUSIC - Формати: CD, цифрове завантаження   | —  | —  | —  | —   | 23 | —  | —  | —  | —   | |
| «—» позначає запис, який не потрапив до чарту або не виходив на цій території. |                                                                                  |    |    |    |     |    |    |    |    |     | |

### Збірники
| Назва                                                                          | Відомості про альбом                                                                    | Пікова позиція у чарті | Пікова позиція у чарті | Пікова позиція у чарті | Пікова позиція у чарті | Пікова позиція у чарті | Пікова позиція у чарті | Пікова позиція у чарті | Пікова позиція у чарті | Пікова позиція у чарті | Пікова позиція у чарті | Сертифікації                                                 |
| Назва                                                                          | Відомості про альбом                                                                    | UK                     | AUS                    | AUT                    | FRA                    | GER                    | IRE                    | NOR                    | SWE                    | SWI                    | US                     | Сертифікації                                                 |
| ------------------------------------------------------------------------------ | --------------------------------------------------------------------------------------- | ---------------------- | ---------------------- | ---------------------- | ---------------------- | ---------------------- | ---------------------- | ---------------------- | ---------------------- | ---------------------- | ---------------------- | ------------------------------------------------------------ |
| The Hits of Bonnie Tyler                                                       | - Реліз: 1977 - Лейбл: RCA - Формат: вінил                                              | —                      | —                      | 23                     | 5                      | 3                      | —                      | 1                      | —                      | —                      | —                      | - BVMI: Золото                                               |
| The Very Best of Bonnie Tyler                                                  | - Реліз: 1981 - Лейбл: RCA - Формат: вінил                                              | —                      | —                      | —                      | —                      | —                      | —                      | —                      | —                      | —                      | —                      |                                                              |
| The Greatest Hits                                                              | - Реліз: 1986 - Лейбл: Sanctuary - Формат: касета, вінил                                | 24                     | 48                     | 20                     | —                      | —                      | —                      | 11                     | —                      | —                      | —                      |                                                              |
| Heaven & Hell (з Міт Лоуфом)                                                   | - Реліз: 1989 - Лейбл: Telstar - Формат: CD                                             | 84                     | 43                     | —                      | —                      | —                      | —                      | —                      | —                      | —                      | —                      | - BPI: Платина                                               |
| Night Riding                                                                   | - Реліз: 1990 - Лейбл: Castle - Формат: CD                                              | —                      | —                      | —                      | —                      | —                      | —                      | —                      | —                      | —                      | —                      |                                                              |
| The Collection                                                                 | - Реліз: 1991 - Лейбл: Castle - Формат: CD                                              | —                      | —                      | —                      | —                      | —                      | —                      | —                      | —                      | —                      | —                      |                                                              |
| Here Am I                                                                      | - Реліз: 1992 - Лейбл: BMG - Формат: CD                                                 | —                      | —                      | —                      | —                      | —                      | —                      | —                      | —                      | —                      | —                      | - BVMI: Золото                                               |
| The Very Best of Bonnie Tyler (Volume 1)                                       | - Реліз: 19 січня 1993 - Лейбл: Sony - Формат: CD                                       | —                      | —                      | 17                     | —                      | 3                      | —                      | —                      | —                      | 6                      | —                      | - BVMI: Платина                                              |
| The Best                                                                       | - Реліз: 22 квітня 1993 - Лейбл: Sony - Формат: CD                                      | 93                     | —                      | —                      | 4                      | —                      | —                      | —                      | —                      | —                      | —                      |                                                              |
| The Very Best of Bonnie Tyler (Volume 2)                                       | - Реліз: 1994 - Лейбл: Sony - Формат: CD                                                | —                      | —                      | 38                     | —                      | 39                     | —                      | —                      | —                      | 22                     | —                      |                                                              |
| Comeback Single Collection '90-'94                                             | - Реліз: 31 жовтня 1994 - Лейбл: Hansa - Формат: CD                                     | —                      | —                      | —                      | —                      | —                      | —                      | —                      | —                      | —                      | —                      |                                                              |
| Best Ballads                                                                   | - Реліз: 1995 - Лейбл: Columbia - Формат: CD                                            | —                      | —                      | —                      | —                      | —                      | —                      | —                      | —                      | —                      | —                      |                                                              |
| Straight from the Heart: The Very Best of Bonnie Tyler                         | - Реліз: 1995 - Лейбл: Castle - Формат: CD                                              | —                      | —                      | —                      | —                      | —                      | —                      | —                      | —                      | —                      | —                      |                                                              |
| The Ultimate Collection                                                        | - Реліз: 1995 - Лейбл: Sony - Формат: CD                                                | —                      | —                      | —                      | —                      | —                      | —                      | —                      | —                      | —                      | —                      |                                                              |
| Definitive Collection                                                          | - Реліз: 11 липня 1995 - Лейбл: Sony - Формат: CD, цифрове завантаження                 | —                      | —                      | —                      | —                      | —                      | —                      | —                      | —                      | —                      | —                      |                                                              |
| Lost in Love                                                                   | - Реліз: 21 серпня 1995 - Лейбл: Sony - Формат: CD, цифрове завантаження                | —                      | —                      | —                      | —                      | —                      | —                      | —                      | —                      | —                      | —                      |                                                              |
| All the Best                                                                   | - Реліз: 7 жовтня 1996 - Лейбл: Sony - Формат: CD, цифрове завантаження                 | —                      | —                      | —                      | —                      | —                      | —                      | —                      | —                      | —                      | —                      |                                                              |
| Power & Passion: The Very Best of Bonnie Tyler                                 | - Реліз: 23 жовтня 1996 - Лейбл: Sony - Формат: CD, цифрове завантаження                | —                      | —                      | —                      | —                      | 88                     | —                      | —                      | —                      | —                      | —                      |                                                              |
| The Bonnie Tyler Collection                                                    | - Реліз: 1997 - Лейбл: Sony - Формат: CD                                                | —                      | —                      | —                      | —                      | —                      | —                      | —                      | —                      | —                      | —                      |                                                              |
| Greatest Hits                                                                  | - Реліз: 1997 - Лейбл: Laserlight - Формат: CD                                          | —                      | —                      | —                      | —                      | —                      | —                      | —                      | —                      | —                      | —                      |                                                              |
| Holding Out for a Hero                                                         | - Реліз: 1997 - Лейбл: Sony - Формат: CD                                                | —                      | —                      | —                      | —                      | —                      | —                      | —                      | —                      | —                      | —                      |                                                              |
| The Love Collection                                                            | - Реліз: 1997 - Лейбл: Snapper Music - Формат: CD                                       | —                      | —                      | —                      | —                      | —                      | —                      | —                      | —                      | —                      | —                      |                                                              |
| Straight from the Heart                                                        | - Реліз: 1998 - Лейбл: Sony - Формат: CD                                                | —                      | —                      | —                      | —                      | —                      | —                      | —                      | —                      | —                      | —                      |                                                              |
| The Very Best of Bonnie Tyler                                                  | - Реліз: 1998 - Лейбл: Crimson - Формат: CD                                             | —                      | —                      | —                      | —                      | —                      | —                      | —                      | —                      | —                      | —                      |                                                              |
| The Beauty & the Best                                                          | - Реліз: 11 травня 1998 - Лейбл: BMG - Формат: CD, цифрове завантаження                 | —                      | —                      | —                      | —                      | —                      | —                      | —                      | —                      | —                      | —                      |                                                              |
| It's a Heartache                                                               | - Реліз: 1999 - Лейбл: Castle Pie - Формат: CD                                          | —                      | —                      | —                      | —                      | —                      | —                      | —                      | —                      | —                      | —                      |                                                              |
| Simply the Best                                                                | - Реліз: 8 лютого 1999 - Лейбл: Columbia - Формат: CD                                   | —                      | —                      | —                      | —                      | —                      | —                      | —                      | —                      | —                      | —                      |                                                              |
| Super Hits                                                                     | - Реліз: 4 травня 1999 - Лейбл: Legacy - Формат: CD, цифрове завантаження               | —                      | —                      | —                      | 26                     | —                      | —                      | —                      | —                      | —                      | —                      |                                                              |
| Beautys Best                                                                   | - Реліз: 2000 - Лейбл: BMG - Формат: CD                                                 | —                      | —                      | —                      | —                      | —                      | —                      | —                      | —                      | —                      | —                      |                                                              |
| Musica Più                                                                     | - Реліз: 11 серпня 2000 - Лейбл: Sony - Формат: CD                                      | —                      | —                      | —                      | —                      | —                      | —                      | —                      | —                      | —                      | —                      |                                                              |
| The Closer You Get                                                             | - Реліз: 2001 - Лейбл: Laserlight - Формат: CD                                          | —                      | —                      | —                      | —                      | —                      | —                      | —                      | —                      | —                      | —                      |                                                              |
| I'm Just a Woman                                                               | - Реліз: 12 травня 2001 - Лейбл: Laserlight - Формат: CD                                | —                      | —                      | —                      | —                      | —                      | —                      | —                      | —                      | —                      | —                      |                                                              |
| Greatest Hits                                                                  | - Реліз: 2 липня 2001 - Лейбл: Sanctuary - Формат: CD                                   | 18                     | —                      | —                      | 6                      | —                      | —                      | 2                      | 9                      | —                      | —                      | - IFPI Норвегія: Платина - IFPI Швеція: Золото - BPI: Срібло |
| The Very Best of                                                               | - Реліз: 19 жовтня 2001 - Лейбл: BMG - Формат: CD, цифрове завантаження                 | —                      | —                      | —                      | —                      | —                      | —                      | —                      | —                      | —                      | —                      |                                                              |
| Holding Out for a Hero                                                         | - Реліз: 21 січня 2002 - Лейбл: Sony - Формат: CD, цифрове завантаження                 | —                      | —                      | —                      | —                      | —                      | —                      | —                      | —                      | —                      | —                      |                                                              |
| Total Eclipse Anthology                                                        | - Реліз: 1 лютого 2002 - Лейбл: Sanctuary - Формат: CD                                  | —                      | —                      | —                      | 36                     | —                      | —                      | —                      | —                      | —                      | —                      |                                                              |
| It's a Heartache: the Best of Bonnie Tyler                                     | - Реліз: 14 вересня 2002 - Лейбл: Camden - Формат: CD                                   | —                      | —                      | —                      | —                      | —                      | —                      | —                      | —                      | —                      | —                      |                                                              |
| The Collection                                                                 | - Реліз: 2003 - Лейбл: Sony - Формат: CD                                                | —                      | —                      | —                      | —                      | —                      | —                      | —                      | —                      | —                      | —                      |                                                              |
| The Very Best of                                                               | - Реліз: 15 липня 2003 - Лейбл: Metro - Формат: CD                                      | —                      | —                      | —                      | —                      | —                      | —                      | —                      | —                      | —                      | —                      |                                                              |
| Lost in France — The Early Years                                               | - Реліз: 8 листопада 2005 - Лейбл: Sanctuary - Формат: CD, цифрове завантаження         | —                      | —                      | —                      | —                      | —                      | —                      | —                      | —                      | —                      | —                      |                                                              |
| So Emotional                                                                   | - Реліз: 30 грудня 2005 - Лейбл: Sony - Формат: CD, цифрове завантаження                | —                      | —                      | —                      | —                      | —                      | —                      | —                      | —                      | —                      | —                      |                                                              |
| It's a Heartache                                                               | - Реліз: 2006 - Лейбл: Sanctuary - Формат: CD, цифрове завантаження                     | —                      | —                      | —                      | —                      | —                      | —                      | —                      | —                      | —                      | —                      |                                                              |
| The Essential Bonnie Tyler                                                     | - Реліз: 2006 - Лейбл: Sony - Формат: CD                                                | —                      | —                      | —                      | —                      | —                      | —                      | —                      | —                      | —                      | —                      |                                                              |
| Lost in France (спеціальне видання у чорному боксі)                            | - Реліз: 2006 - Лейбл: Castle Pulse - Формат: CD                                        | —                      | —                      | —                      | —                      | —                      | —                      | —                      | —                      | —                      | —                      |                                                              |
| Heartbreakers                                                                  | - Реліз: 15 січня 2007 - Лейбл: Sanctuary - Формат: CD                                  | —                      | —                      | —                      | —                      | —                      | —                      | —                      | —                      | —                      | —                      |                                                              |
| From the Heart: Greatest Hits                                                  | - Реліз: 7 березня 2007 - Лейбл: Sony - Формат: CD                                      | 31                     | —                      | —                      | —                      | —                      | 2                      | —                      | —                      | —                      | —                      |                                                              |
| Hit Collection                                                                 | - Реліз: 18 грудня 2007 - Лейбл: Sony - Формат: CD                                      | —                      | —                      | —                      | —                      | —                      | —                      | —                      | —                      | —                      | —                      |                                                              |
| Greatest Hits                                                                  | - Реліз: 2008 - Лейбл: Sony - Формат: CD, цифрове завантаження                          | —                      | —                      | —                      | —                      | —                      | —                      | —                      | —                      | —                      | —                      |                                                              |
| Ravishing — The Best of                                                        | - Реліз: 2 березня 2009 - Лейбл: Sony - Формат: CD, цифрове завантаження                | —                      | —                      | —                      | —                      | —                      | —                      | —                      | —                      | 70                     | —                      |                                                              |
| The Voice                                                                      | - Реліз: 2009 - Лейбл: Sony - Формат: CD                                                | —                      | —                      | —                      | —                      | —                      | —                      | —                      | —                      | —                      | —                      |                                                              |
| Collections                                                                    | - Реліз: 2009 - Лейбл: Sony - Формат: CD                                                | —                      | —                      | —                      | —                      | —                      | —                      | —                      | —                      | —                      | —                      |                                                              |
| Holding Out for a Hero: The Very Best of                                       | - Реліз: 2011 - Лейбл: Sony - Формат: CD                                                | —                      | —                      | —                      | —                      | —                      | —                      | —                      | —                      | —                      | —                      |                                                              |
| La Collection                                                                  | - Реліз: 2011 - Лейбл: Sony - Формат: CD                                                | —                      | —                      | —                      | —                      | —                      | —                      | —                      | —                      | —                      | —                      |                                                              |
| Best of 3 CD                                                                   | - Реліз: 3 жовтня 2011 - Лейбл: Sony - Формат: CD, цифрове завантаження                 | —                      | —                      | —                      | 36                     | —                      | —                      | —                      | —                      | —                      | —                      |                                                              |
| Straight from the Heart                                                        | - Реліз: 2012 - Лейбл: Weltbild Music - Формат: CD                                      | —                      | —                      | —                      | —                      | —                      | —                      | —                      | —                      | —                      | —                      |                                                              |
| 14 Great Hits                                                                  | - Реліз: 15 травня 2013 - Лейбл: Sony - Формат: CD, цифрове завантаження                | —                      | —                      | —                      | —                      | —                      | —                      | —                      | —                      | —                      | —                      |                                                              |
| All the Hits                                                                   | - Реліз: 14 червня 2013 - Лейбл: Sony - Формат: CD, цифрове завантаження                | —                      | —                      | —                      | —                      | —                      | —                      | —                      | —                      | —                      | —                      |                                                              |
| The Collection                                                                 | - Реліз: 4 листопада 2013 - Лейбл: Music Club Deluxe - Формат: CD, цифрове завантаження | —                      | —                      | —                      | —                      | —                      | —                      | —                      | —                      | —                      | —                      |                                                              |
| The Very Best of Bonnie Tyler                                                  | - Реліз: 25 вересня 2015 - Лейбл: Union Square Music - Формат: CD, цифрове завантаження | —                      | —                      | —                      | —                      | —                      | —                      | —                      | —                      | —                      | 180                    |                                                              |
| Playlist: The Best of the EastWest Years                                       | - Реліз: 6 травня 2016 - Лейбл: Rhino - Формат: цифрове завантаження                    | —                      | —                      | —                      | —                      | —                      | —                      | —                      | —                      | —                      | —                      |                                                              |
| La Selection                                                                   | - Реліз: 12 серпня 2016 - Лейбл: Sony - Формат: CD                                      | —                      | —                      | —                      | —                      | —                      | —                      | —                      | —                      | —                      | —                      |                                                              |
| Bonnie                                                                         | - Реліз: 6 жовтня 2017 - Лейбл: Ba-Ba Music - Формат: цифрове завантаження              | —                      | —                      | —                      | —                      | —                      | —                      | —                      | —                      | —                      | —                      |                                                              |
| Bonnie Tyler: Live+                                                            | - Реліз: 13 жовтня 2017 - Лейбл: Ba-Ba Music - Формат: цифрове завантаження             | —                      | —                      | —                      | —                      | —                      | —                      | —                      | —                      | —                      | —                      |                                                              |
| Remixes and Rarities                                                           | - Реліз: 24 листопада 2017 - Лейбл: Cherry Pop - Формат: CD                             | —                      | —                      | —                      | —                      | —                      | —                      | —                      | —                      | —                      | —                      |                                                              |
| «—» позначає запис, який не потрапив до чарту або не виходив на цій території. |                                                                                         |                        |                        |                        |                        |                        |                        |                        |                        |                        |                        |                                                              |

### Живі альбоми
| Назва                                      | Відомості про альбом                                         |
| ------------------------------------------ | ------------------------------------------------------------ |
| Bonnie Tyler Live[A]                       | - Реліз: 9 липня 2006 - Лейбл: Stick Music - Формат: CD      |
| Live in Germany 1993[B]                    | - Реліз: 2 грудня 2011 - Лейбл: ZYX - Формат: CD, CD+DVD     |
| Bonnie Tyler Live Europe Tour 2006-2007[C] | - Реліз: 23 лютого 2018 - Лейбл: Delta Music - Формат: вінил |

- A↑  Вибрані треки з Bonnie Tyler Live з'явилися на двох цифрових збірках під назвою Bonnie і Bonnie Tyler Live+, які вийшли на Ba-Ba Music у 2017 році.
- B↑  Видання CD+DVD було перевидано компанією ZYX у 2013 році під назвою Live & Lost In France. Альбом був перевиданий у цифровому вигляді лейблом Peacock Records у 2016 році під назвою Live in Germany.
- C↑  Трек-лист ідентичний релізу Тайлер 2006 року Bonnie Tyler Live.

## Міні-альбоми
| 1979                                                                                            | It's a Heartache - Лейбл: RCA                         | — | — | — | — | — | — | — | — |
| 2005                                                                                            | Bonnie Tyler - Лейбл: Stick Music                     | — | — | — | — | — | — | — | — |
| 2011                                                                                            | Total Eclipse of the Heart - Лейбл: Cleopatra Records | — | — | — | — | — | — | — | — |
| 2011                                                                                            | 4 Hits - Лейбл: Sony                                  | — | — | — | — | — | — | — | — |
| «—» означає, що запис не потрапив до чартів або не вийшов, або інформація про чарт не доступна. |                                                       |   |   |   |   |   |   |   |   |

## Сингли

### Як головний виконавець
1970-ті
| Назва                                | Рік  | Пікові позиції у чарті | Пікові позиції у чарті | Пікові позиції у чарті | Пікові позиції у чарті | Пікові позиції у чарті | Пікові позиції у чарті | Пікові позиції у чарті | Пікові позиції у чарті | Пікові позиції у чарті | Пікові позиції у чарті | Пікові позиції у чарті | Пікові позиції у чарті | Сертифікації                                              | Альбом                                      |
| Назва                                | Рік  | UK                     | AUS                    | AUT                    | CAN                    | FRA                    | GER                    | IRE                    | NL                     | NOR                    | SWE                    | SWI                    | US                     | Сертифікації                                              | Альбом                                      |
| ------------------------------------ | ---- | ---------------------- | ---------------------- | ---------------------- | ---------------------- | ---------------------- | ---------------------- | ---------------------- | ---------------------- | ---------------------- | ---------------------- | ---------------------- | ---------------------- | --------------------------------------------------------- | ------------------------------------------- |
| «My! My! Honeycomb»                  | 1976 | —                      | —                      | —                      | —                      | —                      | —                      | —                      | —                      | —                      | —                      | —                      | —                      |                                                           | Неальбомний сингл                           |
| «Lost in France»                     | 1976 | 9                      | 18                     | 12                     | —                      | —                      | 3                      | —                      | 20                     | —                      | 13                     | —                      | —                      | - BPI: Срібло                                             | The World Starts Tonight                    |
| «More Than a Lover»                  | 1977 | 27                     | —                      | —                      | —                      | —                      | 44                     | —                      | —                      | —                      | —                      | —                      | —                      |                                                           | The World Starts Tonight                    |
| «Heaven»                             | 1977 | —                      | 96                     | —                      | —                      | —                      | 24                     | —                      | —                      | —                      | —                      | —                      | —                      |                                                           | Natural Force                               |
| «It's a Heartache»[A]                | 1977 | 4                      | 1                      | 3                      | 1                      | 1                      | 2                      | 3                      | 5                      | 1                      | 1                      | 3                      | 3                      | - SNEP: Платина - BPI: Золото - RIAA: Золото - MC: Золото | Natural Force                               |
| «Here Am I»                          | 1978 | —                      | 99                     | —                      | —                      | —                      | 18                     | —                      | —                      | 4                      | —                      | —                      | —                      |                                                           | Natural Force                               |
| «Hey Love (It's a Feelin')»          | 1978 | —                      | —                      | —                      | —                      | —                      | —                      | —                      | —                      | —                      | —                      | —                      | —                      |                                                           | Natural Force                               |
| «If I Sing You a Love Song»          | 1978 | —                      | —                      | —                      | 24                     | —                      | —                      | —                      | —                      | —                      | —                      | —                      | 103                    |                                                           | Natural Force                               |
| «Louisiana Rain»                     | 1978 | —                      | —                      | —                      | —                      | —                      | —                      | —                      | —                      | —                      | —                      | —                      | —                      |                                                           | Diamond Cut                                 |
| «My Guns Are Loaded»[B]              | 1979 | —                      | —                      | —                      | 10                     | 2                      | —                      | —                      | —                      | —                      | —                      | —                      | 107                    |                                                           | Diamond Cut                                 |
| «Too Good to Last»                   | 1979 | —                      | —                      | —                      | —                      | —                      | —                      | —                      | —                      | —                      | —                      | —                      | —                      |                                                           | Diamond Cut                                 |
| «What a Way to Treat My Heart»       | 1979 | —                      | —                      | —                      | —                      | —                      | —                      | —                      | —                      | —                      | —                      | —                      | —                      |                                                           | Diamond Cut                                 |
| «(The World Is Full of) Married Men» | 1979 | 35                     | 84                     | —                      | —                      | —                      | —                      | —                      | —                      | —                      | —                      | —                      | —                      |                                                           | The World Is Full of Married Men Soundtrack |
| «I Believe in Your Sweet Love»       | 1979 | —                      | —                      | 27                     | —                      | —                      | —                      | —                      | —                      | —                      | —                      | —                      | —                      |                                                           | Goodbye to the Island                       |
| «Sitting on the Edge of the Ocean»   | 1979 | —                      | —                      | —                      | —                      | —                      | —                      | —                      | —                      | —                      | —                      | —                      | —                      |                                                           | Goodbye to the Island                       |
| «Sola A La Orilla Del Mar»           | 1979 | —                      | —                      | —                      | —                      | —                      | —                      | —                      | —                      | —                      | —                      | —                      | —                      |                                                           | Goodbye to the Island                       |

- A↑ It's a Heartache також потрапив у національний чарт США, посівши 10 позицію, і у мережевий чарт, посівши 10 позицію.
- B↑ My Guns Are Loaded також потрапила у чарти США, посівши 86 позицію.

1980-ті
| Назва                                                                      | Рік  | Пікові позиції у чартах | Пікові позиції у чартах | Пікові позиції у чартах | Пікові позиції у чартах | Пікові позиції у чартах | Пікові позиції у чартах | Пікові позиції у чартах | Пікові позиції у чартах | Пікові позиції у чартах | Пікові позиції у чартах | Пікові позиції у чартах | Пікові позиції у чартах | Сертифікації                                                              | Альбом                           |
| Назва                                                                      | Рік  | UK                      | AUS                     | AUT                     | CAN                     | FRA                     | GER                     | IRE                     | NL                      | NOR                     | SWE                     | SWI                     | US                      | Сертифікації                                                              | Альбом                           |
| -------------------------------------------------------------------------- | ---- | ----------------------- | ----------------------- | ----------------------- | ----------------------- | ----------------------- | ----------------------- | ----------------------- | ----------------------- | ----------------------- | ----------------------- | ----------------------- | ----------------------- | ------------------------------------------------------------------------- | -------------------------------- |
| «I'm Just a Woman»                                                         | 1980 | —                       | —                       | —                       | —                       | —                       | —                       | —                       | —                       | —                       | —                       | —                       | —                       |                                                                           | Goodbye to the Island            |
| «Goodbye to the Island»                                                    | 1980 | —                       | —                       | —                       | —                       | —                       | —                       | —                       | —                       | —                       | —                       | —                       | —                       |                                                                           | Goodbye to the Island            |
| «Sayonara Tokyo»                                                           | 1981 | —                       | —                       | —                       | —                       | —                       | —                       | —                       | —                       | —                       | —                       | —                       | —                       |                                                                           | Неальбомний сингл                |
| «Total Eclipse of the Heart»[C]                                            | 1983 | 1                       | 1                       | —                       | 1                       | 1                       | 16                      | 1                       | 18                      | 1                       | 3                       | 3                       | 1                       | - RIAA: Платина - MA: Платина - SNEP: Золото - FIMI: Золото - BPI: Золото | Faster Than the Speed of Night   |
| «Take Me Back»                                                             | 1983 | —                       | —                       | —                       | —                       | —                       | —                       | —                       | —                       | —                       | —                       | —                       | 46                      |                                                                           | Faster Than the Speed of Night   |
| «Faster Than the Speed of Night»                                           | 1983 | 43                      | —                       | —                       | —                       | —                       | —                       | 17                      | —                       | 9                       | —                       | —                       | —                       |                                                                           | Faster Than the Speed of Night   |
| «Have You Ever Seen the Rain?»                                             | 1983 | 47                      | 69                      | —                       | —                       | 25                      | 63                      | 13                      | —                       | —                       | —                       | —                       | —                       |                                                                           | Faster Than the Speed of Night   |
| «Straight from the Heart»                                                  | 1983 | —                       | —                       | —                       | —                       | —                       | —                       | —                       | —                       | —                       | —                       | —                       | —                       |                                                                           | Faster Than the Speed of Night   |
| «Tears» (з Френкі Міллером)                                                | 1983 | —                       | —                       | —                       | —                       | —                       | —                       | —                       | —                       | —                       | —                       | —                       | —                       |                                                                           | Faster Than the Speed of Night   |
| «Getting So Excited»                                                       | 1984 | 85                      | —                       | —                       | —                       | —                       | —                       | —                       | —                       | —                       | —                       | —                       | —                       |                                                                           | Faster Than the Speed of Night   |
| «A Rockin' Good Way (to Mess Around and Fall in Love)» (з Shakin' Stevens) | 1984 | 5                       | 21                      | 9                       | —                       | —                       | 22                      | 1                       | 8                       | 4                       | 11                      | 10                      | —                       |                                                                           | The Bop Won't Stop               |
| «Holding Out for a Hero»                                                   | 1984 | 2                       | 44                      | 19                      | 19                      | 144                     | 19                      | 1                       | —                       | —                       | 19                      | —                       | 34                      | - BPI: Срібло                                                             | Footloose саундтрек              |
| «Here She Comes»                                                           | 1984 | 98                      | —                       | 13                      | 76                      | 32                      | 43                      | —                       | —                       | —                       | —                       | —                       | 76                      |                                                                           | Metropolis саундтрек             |
| «Loving You's a Dirty Job but Somebody's Gotta Do It» (з Тоддом Рангрен)   | 1985 | 73                      | —                       | —                       | —                       | 34                      | 41                      | —                       | —                       | —                       | —                       | 24                      | —                       |                                                                           | Secret Dreams and Forbidden Fire |
| «If You Were a Woman (And I Was a Man)»                                    | 1986 | 78                      | 77                      | —                       | 87                      | 6                       | 36                      | —                       | —                       | —                       | —                       | 16                      | 77                      |                                                                           | Secret Dreams and Forbidden Fire |
| «Band of Gold»                                                             | 1986 | 81                      | —                       | —                       | —                       | —                       | —                       | —                       | —                       | —                       | —                       | —                       | —                       |                                                                           | Secret Dreams and Forbidden Fire |
| «No Way to Treat a Lady»                                                   | 1986 | —                       | —                       | —                       | —                       | —                       | —                       | —                       | —                       | —                       | —                       | —                       | —                       |                                                                           | Secret Dreams and Forbidden Fire |
| «Rebel Without a Clue»                                                     | 1986 | —                       | —                       | —                       | —                       | —                       | —                       | —                       | —                       | —                       | —                       | —                       | —                       |                                                                           | Secret Dreams and Forbidden Fire |
| «It's Not Easy»                                                            | 1986 | —                       | —                       | —                       | —                       | —                       | —                       | —                       | —                       | —                       | —                       | —                       | —                       |                                                                           | It's a Live-In World             |
| «Sem Limites Pra Sonhar (Reaching for the Infinite Heart)» (з Fábio Jr.)   | 1986 | —                       | —                       | —                       | —                       | —                       | —                       | —                       | —                       | —                       | —                       | —                       | —                       |                                                                           | Non-album single                 |
| «Lovers Again»                                                             | 1987 | —                       | —                       | —                       | —                       | —                       | —                       | —                       | —                       | —                       | —                       | —                       | —                       |                                                                           | Secret Dreams and Forbidden Fire |
| «Islands» (з Майком Олдфілдом)                                             | 1987 | 100                     | —                       | —                       | —                       | —                       | 41                      | —                       | —                       | —                       | —                       | 22                      | —                       |                                                                           | IslandsIslands                   |
| «The Best»                                                                 | 1988 | 95                      | —                       | —                       | —                       | —                       | —                       | —                       | —                       | 10                      | —                       | —                       | —                       |                                                                           | Hide Your Heart                  |
| «Hide Your Heart»                                                          | 1988 | —                       | —                       | —                       | —                       | —                       | —                       | —                       | —                       | —                       | —                       | —                       | —                       |                                                                           | Hide Your Heart                  |
| «Save Up All Your Tears»                                                   | 1988 | —                       | —                       | —                       | —                       | —                       | —                       | —                       | —                       | —                       | —                       | —                       | —                       |                                                                           | Hide Your Heart                  |
| «Don't Turn Around»                                                        | 1988 | —                       | —                       | —                       | —                       | —                       | —                       | —                       | —                       | —                       | —                       | —                       | —                       |                                                                           | Hide Your Heart                  |
| «Notes from America»                                                       | 1989 | —                       | —                       | —                       | —                       | —                       | —                       | —                       | —                       | —                       | —                       | —                       | —                       |                                                                           | Hide Your Heart                  |
| «Merry Christmas»                                                          | 1989 | —                       | —                       | —                       | —                       | 100                     | —                       | —                       | —                       | —                       | —                       | —                       | —                       |                                                                           | 3615 code Père Noël саундтрек    |

- C↑ Total Eclipse of the Heart також потрапила у чарт США AC, посівши 7 позицію.

1990-ті
| Назва                                             | Рік  | Пікові позиції у чартах | Пікові позиції у чартах | Пікові позиції у чартах | Пікові позиції у чартах | Пікові позиції у чартах | Альбом                             |
| Назва                                             | Рік  | UK                      | AUT                     | GER                     | NL                      | NOR                     | Альбом                             |
| ------------------------------------------------- | ---- | ----------------------- | ----------------------- | ----------------------- | ----------------------- | ----------------------- | ---------------------------------- |
| «Breakout»                                        | 1990 | —                       | —                       | —                       | —                       | —                       | Fire, Ice, and Dynamite саундтрек  |
| «Bitterblue»                                      | 1991 | —                       | 5                       | 17                      | —                       | 2                       | Bitterblue                         |
| «Against the Wind»                                | 1991 | —                       | 13                      | 36                      | —                       | —                       | Bitterblue                         |
| «Where Were You»                                  | 1992 | —                       | —                       | —                       | —                       | —                       | Bitterblue                         |
| «Fools Lullaby»                                   | 1992 | —                       | 17                      | 29                      | —                       | 6                       | Angel Heart                        |
| «Call Me»                                         | 1992 | —                       | —                       | 86                      | —                       | —                       | Angel Heart                        |
| «The Desert Is in Your Heart» (з Софією Арваніті) | 1992 | —                       | —                       | —                       | —                       | —                       | Parafora                           |
| «God Gave Love to You»                            | 1993 | —                       | —                       | —                       | —                       | —                       | Silhouette in Red                  |
| «Sally Comes Around»                              | 1993 | —                       | —                       | 76                      | —                       | —                       | Silhouette in Red                  |
| «From the Bottom of My Lonely Heart»              | 1993 | —                       | —                       | —                       | —                       | —                       | Silhouette in Red                  |
| «You Are So Beautiful»                            | 1993 | —                       | —                       | —                       | —                       | —                       | Silhouette in Red                  |
| «Stay»                                            | 1993 | —                       | —                       | —                       | —                       | —                       | Silhouette in Red                  |
| «Say Goodbye»                                     | 1994 | —                       | —                       | —                       | —                       | —                       | Asterix Conquers America саундтрек |
| «Back Home»                                       | 1994 | —                       | —                       | —                       | —                       | —                       | Неальбомний сингл                  |
| «Making Love Out of Nothing at All»               | 1995 | 45                      | —                       | —                       | 17                      | —                       | Free Spirit                        |
| «You're the One»                                  | 1995 | —                       | —                       | 99                      | —                       | —                       | Free Spirit                        |
| «Two Out of Three Ain't Bad»                      | 1995 | —                       | —                       | —                       | —                       | —                       | Free Spirit                        |
| «Limelight»                                       | 1996 | —                       | —                       | 76                      | —                       | —                       | Free Spirit                        |
| «He's the King»                                   | 1997 | —                       | —                       | 95                      | —                       | —                       | All in One Voice                   |
| «Heaven»                                          | 1998 | —                       | —                       | —                       | —                       | —                       | All in One Voice                   |

2000-ті–2010-ті
| «Amazed»                                                                     | 2003 | —  | —  | —  | —  | Heart Strings                        |
| «Against All Odds (Take a Look at Me Now)»                                   | 2003 | —  | —  | —  | —  | Heart Strings                        |
| «Learning to Fly»                                                            | 2003 | —  | —  | —  | —  | Heart Strings                        |
| «Si demain... (Turn Around)»                                                 | 2003 | —  | 1  | —  | 7  | Simply Believe                       |
| «Si tout s'arrête (It's a Heartache)»                                        | 2004 | —  | 12 | —  | 25 | Simply Believe                       |
| «Vergiß Es (Forget It)»                                                      | 2004 | —  | —  | 64 | —  | Deja Vu: Das Beste Von Matthias Reim |
| «Louise»                                                                     | 2005 | —  | —  | —  | —  | Wings                                |
| «Total Eclipse of the Heart» (виконана BabyPinkStar)                         | 2007 | —  | —  | —  | —  | Неальбомний сингл                    |
| «Making Love Out of Nothing at All» (виконана Меттом Петріном)               | 2010 | —  | —  | —  | —  | Неальбомний сингл                    |
| «Something Going On» (з Вейном Ворнером)                                     | 2010 | —  | —  | —  | —  | Неальбомний сингл                    |
| «Amour Éternel (Eternal Flame)» (з Лаурою Зен)                               | 2011 | —  | —  | —  | —  | Неальбомний сингл                    |
| «Believe in Me»                                                              | 2013 | 93 | —  | —  | —  | Rocks and Honey                      |
| «This Is Gonna Hurt»                                                         | 2013 | —  | —  | —  | —  | Rocks and Honey                      |
| «Love Is the Knife»                                                          | 2013 | —  | —  | —  | —  | Rocks and Honey                      |
| «Love's Holding On» (з Axel Rudi Pell)                                       | 2017 | —  | —  | —  | —  | The Ballads V                        |
| «—» позначає запис, яка не потрапив у чарт, або не виходив на цій території. |      |    |    |    |    |                                      |

### Чартові сингли
| Рік  | Сингл                                     | Позиція у чарті (Велика Британія) |
| ---- | ----------------------------------------- | --------------------------------- |
| 1986 | «Live-In World» (The Anti-Heroin Project) | —                                 |
| 1987 | «Let It Be» (Ferry Aid)                   | 1                                 |
| 1990 | «Sailing» (Rock Against Repatriation)     | 89                                |

## VHS і DVD
- 1986 — Bonnie Tyler The Video (CBS/Columbia) (VHS)
- 2006 — Bonnie on Tour (Stickmusic) (DVD)
- 2007 — The Complete Bonnie Tyler (Axis) (DVD+CD «Wings»)
- 2010 — Musas Do Pop — Бонні Тайлер і Олівія Ньютон-Джон; з треками "It's A Heartache, " "Total Eclipse Of The Heart, " "Lost In France, " «A Rockin' Good Way», «Louise», «Holding Out For A Hero», "If You Were A Woman, " «Have You Ever Seen The Rain.» (NFK Norfolk Filmes)(DVD)
- 2011 — Live in Germany 1993 (ZYZ Music) (DVD/DVD+CD)
- 2013 — Lost In France & Live (ZYZ Music) (DVD/DVD+CD) (перевидання Live in Germany 1993)

## Відеокліпи
- 1976 — «Lost in France»
- 1977 — «It's a heartache»
- 1977 — «If I sing you a love song»
- 1978 — «Living for the city»
- 1979 — «Married men»
- 1981 — «Sitting on the edge of the ocean»
- 1983 — «Total eclipse of the heart»
- 1983 — «Faster than the speed of night»
- 1983 — «Have you ever seen the rain?»
- 1983 — «Take me back»
- 1983 — «Tears»
- 1983 — «Getting so excited»
- 1984 — «A rockin' good way (to mess around and fall in love)»
- 1984 — «Holding out for a hero»
- 1984 — «Here she comes»
- 1985 — «Loving you's a dirty job but somebody's gotta do it»
- 1986 — «If you were a woman (and I was a man)»
- 1986 — «Sem limites pra sonhar»
- 1987 — «Islands»
- 1988 — «The best»
- 1988 — «Hide your heart»
- 1988 — «Save up all your tears»
- 1989 — «Merry Christmas»
- 1990 — «Breakout»
- 1991 — «Against the wind»
- 1992 — «Fools lullaby»
- 1993 — «Pethaino stin erimia» / «The desert is in your heart»
- 1993 — «Call me»
- 1995 — «Making love out of nothing at all»
- 1996 — «Limelight»
- 1997 — «He's the King»
- 1998 — «Heaven 98»
- 1998 — «Silent Night»
- 2003 — «Si demain… (turn around)»
- 2005 — «Louise»
- 2013 — «Believe in me»
- 2017 — «Love's Holding On»

## Інші виступи

### Саундтреки
| Назва                                                             | Рік  | Альбом                                                            | Примітки                                          |
| ----------------------------------------------------------------- | ---- | ----------------------------------------------------------------- | ------------------------------------------------- |
| «It's a Heartache»                                                | 1978 | Te Contei? (Trilha Internacional Da Novela)                       | —                                                 |
| «Married Men»                                                     | 1979 | The World Is Full of Married Men саундтрек                        | —                                                 |
| «Holding Out for a Hero»                                          | 1984 | Footloose: Original Soundtrack of the Paramount Motion Picture    | —                                                 |
| «Here She Comes»                                                  | 1985 | Metropolis — Original Motion Picture Soundtrack                   | —                                                 |
| «Matter of the Heart»                                             | 1986 | The Wraith саундтрек                                              | —                                                 |
| «Here's your arsenic, dear»                                       | 1988 | Under Milk Wood                                                   | Радіо-драма. Тайлер говорить партію Поллі Гартер. |
| «All the women are out this morning»                              | 1988 | Under Milk Wood                                                   | Радіо-драма. Тайлер говорить партію Поллі Гартер. |
| «Polly Garter: I loved a man»                                     | 1988 | Under Milk Wood                                                   | Радіо-драма. Тайлер говорить партію Поллі Гартер. |
| «And Gossamer Beynon, schoolteacher, spoon-stirred and quivering» | 1988 | Under Milk Wood                                                   | Радіо-драма. Тайлер говорить партію Поллі Гартер. |
| «Now when farmers' boys on the first fair day»                    | 1988 | Under Milk Wood                                                   | Радіо-драма. Тайлер говорить партію Поллі Гартер. |
| «But I always think as we tumble into bed»                        | 1988 | Under Milk Wood                                                   | Радіо-драма. Тайлер говорить партію Поллі Гартер. |
| «Into the Sunset»                                                 | 1990 | The Dreamstone саундтрек                                          | Бонні Тайлер і Майк Бетт                          |
| «Breakout»                                                        | 1990 | Fire, Ice and Dynamite саундтрек                                  | –                                                 |
| «Merry Christmas»                                                 | 1990 | 36-15 Code Père Noël (Bande Originale Du Film de René Manzor)     | —                                                 |
| «Against the Wind»                                                | 1991 | Der Fall Schimanski саундтрек                                     | —                                                 |
| «Race to the Fire», «Against the Wind»                            | 1992 | Zorc, Der Mann Ohne Grenzen саундтрек                             | —                                                 |
| «Keep Your Love Alive»                                            | 1992 | Herr Ober! саундтрек                                              | —                                                 |
| «Fire in My Soul»                                                 | 1994 | Die Stadtindianer (Original Soundtrack Der ZDF-Serie)             | —                                                 |
| «You Are So Beautiful»                                            | 1994 | Drei Zum Verlieben — Der Soundtrack Zur RTL-Serie                 | —                                                 |
| «Say Goodbye»                                                     | 1994 | Asterix Conquers America саундтрек                                | —                                                 |
| «He's the King»                                                   | 1998 | Der König von St. Pauli саундтрек                                 | —                                                 |
| «You Are a Woman»                                                 | 1998 | Der König von St. Pauli саундтрек                                 | —                                                 |
| «Holding Out for a Hero»                                          | 2001 | Bandits (Motion Picture Soundtrack)                               | –                                                 |
| «Total Eclipse of the Heart»                                      | 2004 | Thunderstruck (Original Motion Picture Soundtrack)                | –                                                 |
| «Holding Out for a Hero»                                          | 2008 | The Book Of Lies Companion Soundtrack                             | –                                                 |
| «Cappuccino Girls»                                                | 2010 | Cappuccino Girls — Songs from the Musical                         | –                                                 |
| «Total Eclipse of the Heart»                                      | 2018 | The Strangers: Prey at Night (Original Motion Picture Soundtrack) | –                                                 |

### Збірники з різними виконавцями
| Назва                                 | Рік  | Альбом                            | Примітки                     |
| ------------------------------------- | ---- | --------------------------------- | ---------------------------- |
| «Total Eclipse of the Heart»          | 1983 | Now That's What I Call Music      | –                            |
| «Tyre Tracks and Broken Hearts»       | 1998 | Whistle Down the Wind             | –                            |
| «A Kiss Is a Terrible Thing to Waste» | 1998 | Whistle Down the Wind             | Гостьовий вокал              |
| «The Sun Comes Up, the Sun Goes Down» | 1999 | Two Days Later with Jools Holland | Бонні Тайлер і Пол Каррак    |
| «Is Anybody There?»                   | 1999 | Return to the Centre of the Earth | –                            |
| «It's a Heartache»                    | 2001 | Night of the Proms                | Живий вокал                  |
| «It's a Heartache»                    | 2002 | Night of the Proms                | Живий вокал                  |
| «Tears»                               | 2003 | A Tribute to Frankie Miller       | Бонні Тайлер і Френкі Міллер |
| «It's Not Easy»                       | 2005 | Rock Masters: Hooked on Love      | –                            |
| «It's Not Easy»                       | 2005 | Pop Masters: Raise the World      | –                            |
| «I Don't Know How to Love Him»        | 2007 | Over the Rainbow                  | –                            |

### Гостьові виступи
| Назва                            | Рік  | Інші артисти         | Альбом                       | Примітки                               |
| -------------------------------- | ---- | -------------------- | ---------------------------- | -------------------------------------- |
| «When Love Attacks»              | 1983 | Рік Деррінджер       | Good Dirty Fun               | —                                      |
| «Perfection»                     | 1987 | Шер                  | Cher                         | Бек-вокал, також виступає Дарлін Лав   |
| «Emotional Fire»                 | 1989 | Шер                  | Heart of Stone               | Бек-вокал, також виступає Майкл Болтон |
| «Prizefighters»                  | 2000 | Стів Хакетт          | Feedback 86                  | —                                      |
| «Tables Turn»                    | 2002 | Мел Поуп             | The Ring                     | —                                      |
| «Loving You Means Leaving You»   | 2003 | Гарі Пікфорд-Гопкінс | GPH                          | Написано Пікфордом-Гопкінсом і Тайлер  |
| «Total Eclipse of the Heart»     | 2004 | Пітер Броклхарст     | For You                      | —                                      |
| «Total Eclipse of the Heart»     | 2009 | Only Men Aloud!      | Band of Brothers             | —                                      |
| «Die Wilden Tränen (Salty Rain)» | 2010 | Маттіас Райм         | Sieben Leben                 | —                                      |
| «Nothing's Gonna Stop Us Now»    | 2010 | Альберт Гаммонд      | Legend                       | —                                      |
| «Miserere»                       | 2014 | Райдіан Робертс      | One Day like This            | —                                      |
| «Hold Out Your Heart»            | 2014 | Містер Джон          | Smile                        | —                                      |
| «Fortune»                        | 2014 | Спайк                | 100% Pure Frankie Miller     | —                                      |
| «True Love»                      | 2016 | Френкі Міллер        | Frankie Miller's Double Take | —                                      |
| «Love's Holding On»              | 2017 | Axel Rudi Pell       | The Ballads V                | —                                      |